# Paralabrax clathratus
Paralabrax clathratus là một loài cá biển thuộc chi Paralabrax trong họ Cá mú. Loài cá này được mô tả lần đầu tiên vào năm 1854.

## Phạm vi phân bố và môi trường sống
P. clathratus có phạm vi phân bố ở Đông Thái Bình Dương. Loài này được ghi nhận từ khu vực cửa sông Columbia ở bang Oregon (Hoa Kỳ) trải dài đến mũi đất của bán đảo Baja California.
P. clathratus sinh sống trong những rừng tảo bẹ ở độ sâu đến 61 m, thường được tìm thấy phổ biến ở độ sâu khoảng 25 m trở lại.

## Mô tả
Chiều dài cơ thể tối đa được ghi nhận ở P. clathratus là 72 cm, và có tuổi thọ tối đa được ghi nhận là 34 năm. Giống như hầu hết các thành viên trong họ Cá mú, P. clathratus phát triển tương đối chậm.
P. clathratus có thân thuôn dài, mõm nhọn với phần hàm lớn. Cá trưởng thành có màu nâu sẫm (cá con có màu nâu nhạt hơn), nửa đầu trên có các chấm vàng nhạt. Nửa thân trên lốm đốm các vệt màu nâu, đen và trắng. Lưng có các hàng đốm trắng. Cằm, ngực và bụng có màu kem hoặc trắng, có các đốm nhỏ hơn màu nâu đen. Các vây có màu ô liu pha chút màu vàng.
P. clathratus là một loài dị hình giới tính. Vào mùa sinh sản, cá đực trưởng thành sẽ có màu cam sáng ở mõm, hàm dưới và cằm. Trong khoảng thời gian ghép đôi và giao phối, cả P. clathratus đực và cái đều chuyển sang màu xám đen. Cá đực sẽ xuất hiện thêm những dải sọc đen trên cơ thể, chồng lên những đốm trắng giống như bàn cờ vua, trong khi cá cái chỉ có một màu đen và không có đốm trắng.
Số gai ở vây lưng: 10; Số tia vây mềm ở vây lưng: 13 - 14; Số gai ở vây hậu môn: 3; Số tia vây mềm ở vây hậu môn: 7; Số tia vây mềm ở vây ngực: 14 - 15.

## Sinh thái
Thức ăn của P. clathratus trưởng thành là các loài cá nhỏ hơn và các loài động vật chân đầu (như mực ống và bạch tuộc), trong khi cá con ăn những loài thủy sinh không xương sống ở tầng đáy, đặc biệt là động vật giáp xác. Mùa sinh sản của P. clathratus thường kéo dài từ tháng 5 cho đến tháng 9, đỉnh điểm là vào tháng 7.
Trong một cuộc khảo sát ở ngoài khơi đảo Santa Catalina, California, nơi mà các rừng tảo bẹ khổng lồ Macrocystis pyrifera mọc dày đặc, người ta thu thập những cá thể thuộc ba loài: P. clathratus (chưa trưởng thành) cùng cá bàng chài Oxyjulis californica và cá thia Chromis punctipinnis (đều đã trưởng thành) để tiến hành nghiên cứu về hành vi quay trở lại nơi cư trú ban đầu của chúng. Sau khi đánh dấu để theo dõi, người ta thả chúng đến một rừng tảo bẹ khác.
Sau cuộc thử nghiệm, những cá thể trưởng thành được đánh dấu của O. californica và C. punctipinnis đều quay trở lại vị trí ban đầu mà chúng được thu thập, ngoại trừ P. clathratus. Người ta không ghi nhận bất kỳ một cá thể P. clathratus được đánh dấu nào quay trở lại nơi ban đầu. Việc tách một cá thể P. clathratus chưa trưởng thành khỏi nơi sinh sống được suy đoán là có thể ảnh hưởng đến sự sống sót của nó.